# Conjunt de tres cases unifamiliars al carrer Barcelona (Castellterçol)
El Conjunt de tres cases unifamiliars al carrer Barcelona és una obra de Castellterçol (Moianès) inclosa en l'Inventari del Patrimoni Arquitectònic de Catalunya.

## Descripció
Estan situades en el nucli antic de Castellterçol, al començament del carrer Barcelona, darrere de l'església. Són cases mitgeres, de planta baixa, pis i golfes. Les façanes tenen una composició ordenada, coronades per un ràfec i portals d'entrada amb arc pla, alguns d'ells amb llinda de fusta. A la llinda de la casa número 13 hi ha la inscripció "1679".

## Història
Aquestes cases van ser construïdes a finals del segle xvii, quan la vila experimentà una extraordinària creixença a conseqüència de la creació del gremi de paraires i el negoci de la neu.